# Prešpurská župa

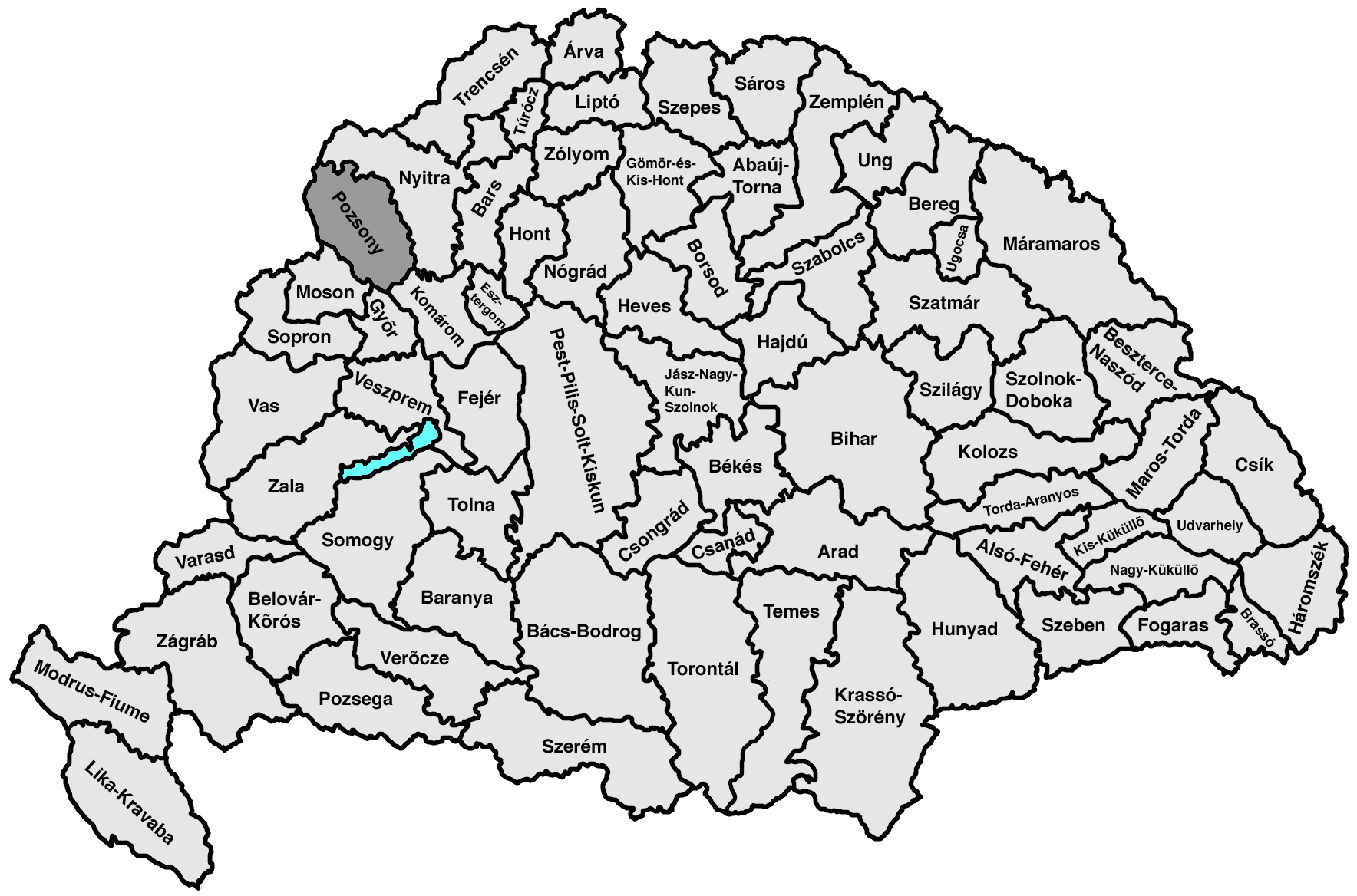
Poloha župy na mapě Uherska (1910)

Prešpurská župa byla jednou z 64 žup Uherského království.

## Historie
Zabírala území jihozápadního Slovenska (většina území Bratislavy, dále pak okresy Dunajská Streda, Galanta, Malacky, Pezinok, Senec a Trnava, malé části okresů Šaľa a Senica), zasahovala však i na severozápad Maďarska a do Rakouska (jižně od Dunaje položené nezastavěné okrajové části katastrů dolnorakouské obce Wolfsthalu a města Hainburg an der Donau). Bratislava (tehdy Prešporok, Pozsony) byla také jejím centrem (v 17. století jím byl Šamorín). Západní hranici tvořila řeka Morava. V rámci Uherska sousedila s Nitranskou, Komárenskou, Rábskou a Mošoňskou župou. V roce 1910 tu žilo 389 750 obyvatel na ploše o rozloze 4370 km². Župa existovala až do roku 1927, tehdy již ovšem jako bratislavská župa se zcela jinými hranicemi, existující v rámci tehdejší ČSR. V dobách existence Slovenského státu za druhé světové války byla bratislavská župa obnovena, ovšem v jiném územním rozsahu, po válce pak definitivně zrušena.